# Nangatumpu
Nangatumpu is een bestuurslaag in het regentschap Dompu van de provincie West-Nusa Tenggara, Indonesië. Nangatumpu telt 1629 inwoners (volkstelling 2010).